# Bảng Cayley
Được đặt tên theo nhà toán học người Anh Arthur Cayley, Bảng Cayley (hay còn được gọi là bảng nhân nhóm) được dùng để mô tả cấu trúc của một nhóm hữu hạn bằng cách sắp xếp các tích của mọi phần tử trong nhóm trong một cái bảng vuông giống như bảng cửu chương. Nhiều tính chất của một nhóm - ví dụ như liệu nó có phải là nhóm abel hay không, hay tâm và kích thước của nó là gì - đều có thể tìm được qua bảng Cayley của nó.
Sau đây là một ví dụ đơn giản về bảng Cayley là bảng dành cho nhóm {1, − 1} dưới phép nhân cơ bản:
| ×   | 1   | − 1 |
| --- | --- | --- |
| 1   | 1   | − 1 |
| − 1 | − 1 | 1   |

## Lịch sử
Bảng Cayley lần đầu được giới thiệu trong bài viết của Cayley năm 1854 "Trên lý thuyết nhóm khi dựa vào phương trình đặc trưng θn = 1". Trong bài viết, nó được gọi đơn thuần là bảng và được dùng để minh họa. Ngày nay, các nhà toán học gọi đó là bảng Cayley, để tôn vinh người tạo ra nó.

## Cấu trúc và bố cục
Bởi vì nhiều bảng Cayley mô tả các nhóm không phải là nhóm abel, ta không thể đảm bảo tích ab sẽ bằng tích ba dưới phép toán hai ngôi trong nhóm. Để tránh nhầm lẫn, ta thường quy ước các phần tử đánh dấu hàng đứng trước rồi các phần tử đánh dấu cột đứng sau. Ví dụ, giao giữa hàng a và cột b là tích ab chứ không phải ba, xem ví dụ minh họa dưới đây:
| * | a  | b   | c   |
| - | -- | --- | --- |
| a | a2 | ab  | ac  |
| b | ba | b 2 | bc  |
| c | ca | cb  | c 2 |

## Tính chất và công dụng

### Tính giao hoán
Bảng Cayley có thể cho ta biết liệu một nhóm có phải là nhóm abel hay không. Vì phép tính trong nhóm có tính giao hoán, một nhóm là nhóm abel khi và chỉ khi bảng Cayley của nó đối xứng qua đường chéo. Nhóm cyclic cấp 3 ở trên và nhóm {1, -1} là một trong các ví dụ về nhóm abel và kiểm tra đối xứng trong bảng Cayley đảm bảo điều này. Trái lại, nhóm phi abel nhỏ nhất, nhóm nhị diện cấp 6, không có bảng Cayley đối xứng

### Tính kết hợp
Vì tiên đề kết hợp là bắt buộc khi làm việc với nhóm, ta không cần phải kiểm tra tính kết hợp khi xét bảng Cayley. Tuy nhiên, bảng Cayley cũng được dùng để mô tả phép toán trong vị nhóm (vị nhóm không yêu cầu tính kết hợp, và đúng vậy, bảng Cayley có thể dùng để mô tả mọi magma hữu hạn). Nhưng bảng Cayley không thể cho ta biết phép toán có tính kết hợp hay không vì tính kết hợp dựa trên tích của 3 phần tử, trong khi bảng Cayley chỉ cho ta xem tích của 2 phần tử.

### Hoán vị
Theo luật loại trừ trong nhóm (và cả trong vị nhóm), không có hàng hay cột nào lặp lại một phần tử hai lần. Do đó mỗi hàng và cột là một hoán vị của tất cả các phần tử trong nhóm.
Để hiểu lý do vì sao một hàng hay một cột không thể chứa nhiều hơn một phần tử, đặt a, x, y là các phần tử trong nhóm, với x, y phân biệt. Khi đó ta sẽ có giá trị ax và ay tương ứng với hàng a giao với cột x và cột y. Nếu ax = ay, có nghĩa là trong hàng a có phần tử xuất hiện 2 lần, thì theo luật loại trừ ta sẽ có x = y, trái ngược với giả thuyết ban đầu. Ta có thể dùng điều này để chứng minh tương tự cho trường hợp cột. Bởi nhóm được cho là hữu hạn, nguyên lý ngăn kéo Dirichlet đảm bảo mỗi phần tử trong nhóm chỉ xuất hiện trong mỗi cột và mỗi hàng đúng 1 lần.
Do đó, bảng Cayley của nhóm là một ví dụ về hình vuông latin.

## Xây dựng bảng Cayley
Do cấu trúc nhóm, ta có thể "điền vào" một bảng Cayley thiếu phần tử, mà không cần phải xem phép toán nhóm hoạt động như thế nào. Ví dụ chẳng hạn, vì mỗi hàng và mỗi cột phải chứa mọi phần tử trong nhóm, nếu có các phần tử đã được xét, thì ta có thể xem các phần tử chưa được xét để điền thêm vào. Dựa trên cách quan sát này, ta có thể xây bảng Cayley dù biết rất ít về nhóm đang xét.

### "Bộ khung đơn vị" của một nhóm hữu hạn
Bởi vì trong bất kỳ nhóm nào, kể cả nhóm phi abel, mỗi phần tử phải giao hoán với chính nghịch đảo của nó, cho thấy các phần tử đơn vị sẽ được phân phối sao cho đối xứng qua đường chéo trong bảng, những phần tử có phần tử đơn vị nằm trên đường chéo chính là những phần tử có chính nó đồng thời là phần tử nghịch đảo.
Bởi vì thứ tự sắp xếp các hàng và cột của bảng Cayley trên thực tế là tùy ý, nên để thuận tiện, ta sẽ sắp xếp chúng theo cách sau: bắt đầu bằng phần tử trung hòa của nhóm, sau đó là các phần tử là nghịch đảo của chính nó, rồi mới đến các cặp nghịch đảo cạnh nhau.
Khi đó, với một nhóm hữu hạn với cấp nhất định, ta dễ nhận dạng được "khung đơn vị", được đặt tên tạm như vậy vì các phần tử đơn vị được đặt xung quanh đường chéo chính - hoặc nằm trên đường chéo chính, hoặc cách một so với nó.
Dễ chứng minh rằng hai nhóm mà có khung đơn vị khác nhau thì không thể đẳng cấu với nhau, tuy nhiên điều ngược lại thì không đúng (ví dụ nhóm cyclic C8 và nhóm quaternion Q không đẳng cấu với nhau nhưng có cùng một khung).
Xét một nhóm sáu phần tử với các phần tử e, a, b, c, d và f. Theo quy ước, e là phần tử đơn vị trong nhóm. Vì phần tử đơn vị luôn là nghịch đảo của riêng nó và các phần tử đơn vị là duy nhất, và vì ta có 6 phần tử trong nhóm này nên phải có ít nhất một phần tử khác e là nghịch đảo của chính nó. Vì vậy, ta có thể xét các khung sau:
1. tất cả các phần tử đều là nghịch đảo của chính chúng,
2. tất cả các phần tử trừ d và f là nghịch đảo của chính chúng, mỗi phần tử trong số hai phần tử còn lại là nghịch đảo của phần tử kia,
3. a là nghịch đảo của chính nó, b và c là nghịch đảo của nhau, và d và f là nghịch đảo của nhau.

Ở ví dụ cụ thể trên, không tồn tại nhóm cấp 6 thỏa mãn khung đầu tiên; do đó, ta phải lưu ý rằng không phải mọi khung đều có một nhóm thỏa mãn nó.

### Điền vào bộ khung đơn vị
Khi đã quyết định xong khung đơn vị, ta có thể bắt đầu điền bảng Cayley. Để lấy ví dụ, ta sẽ xét dạng thứ hai của khung đơn vị của nhóm cấp 6.
|   | e | a | b | c | d | f |
| - | - | - | - | - | - | - |
| e | e |   |   |   |   |   |
| a |   | e |   |   |   |   |
| b |   |   | e |   |   |   |
| c |   |   |   | e |   |   |
| d |   |   |   |   |   | e |
| f |   |   |   |   | e |   |

Dễ điền ngay lập tức hàng e và cột e vì mọi phần tử nhân với phần tử đơn vị đều ra chính nó. Sau đó ta có thể đưa ra một giả thuyết bất kỳ (có thể dẫn đến mâu thuẫn) và bắt đầu làm việc từ đây. Ta sẽ giả sử ở đây ab = c. Như vậy
|   | e | a | b | c | d | f |
| - | - | - | - | - | - | - |
| e | e | a | b | c | d | f |
| a | a | e | c |   |   |   |
| b | b |   | e |   |   |   |
| c | c |   |   | e |   |   |
| d | d |   |   |   |   | e |
| f | f |   |   |   | e |   |

Nhân ab = c từ bên trái bằng a cho ta b = ac. Khi nhân từ bên phải bằng c thì ta được bc = a. Nhân ab = c từ bên phải bằng b thì được a = cb. Nhân bc = a từ bên trái bằng b được c = ba, rồi nhân tiếp từ bên phải bằng a được ca = b. Sau khi nhân và điền xong, ta chỉ còn ad và af là chưa xét đến. Theo tính hoán vị trên, ta biết ad chỉ có thể bằng d hoặc bằng f. Dễ thấy ad không thể bằng d để vì nếu ad = d thì theo luật loại trừ sẽ cho ta a = e, mâu thuẫn với tiên đề nhóm. Do đó ad = f và af = d.
Hơn nữa, vì nghịch đảo của d là f, nên nhân ad = f từ bên phải với f sẽ cho a = f 2. Nhân tiếp đẳng thức này với d từ bên trái cho ta da = f. Tiếp tục nhân bên phải với a, ta có d = fa.
Điền tất cả tích trên, bảng Cayley lúc này có dạng:
|   | e | a | b | c | d | f |
| - | - | - | - | - | - | - |
| e | e | a | b | c | d | f |
| a | a | e | c | b | f | d |
| b | b | c | e | a |   |   |
| c | c | b | a | e |   |   |
| d | d | f |   |   |   | e |
| f | f | d |   |   | e | a |

Vì mỗi hàng và mỗi cột phải chứa mọi phần tử trong nhóm, mỗi phần tử chính xác một lần, ta dễ thấy hai ô trống còn lại ở hàng b phải được điền bằng d hoặc f. Mà cột d và f đều đã có d và f trong cột, nên bất kể cách ta điền d và f trong hàng b sẽ gây ra mâu thuẫn với luật hoán vị. Do đó giả thuyết ban đầu ab = c, là sai, tuy nhiên chúng ta lại biết được {\displaystyle ab\neq c}
Như vậy ta chỉ còn hai khả năng ab = d hoặc ab = f. Nếu cả hai không thỏa mãn thì ta sẽ chứng minh được khung đơn vị đã cho không có nhóm nào thỏa mãn. Xét ab = d, ta có bảng Cayley mới sau:
|   | e | a | b | c | d | f |
| - | - | - | - | - | - | - |
| e | e | a | b | c | d | f |
| a | a | e | d |   |   |   |
| b | b |   | e |   |   |   |
| c | c |   |   | e |   |   |
| d | d |   |   |   |   | e |
| f | f |   |   |   | e |   |

Thực hiện các phép nhân với đẳng thức ban đầu, ta sẽ điền thêm được các giá trị sau (các giá trị mới được in đỏ).
|   | e | a | b | c | d | f |
| - | - | - | - | - | - | - |
| e | e | a | b | c | d | f |
| a | a | e | d |   | b |   |
| b | b | f | e |   |   | a |
| c | c |   |   | e |   |   |
| d | d |   | a |   |   | e |
| f | f | b |   |   | e |   |

Bởi hàng a thiếu c và f và af không thể bằng f, nên af = c. Nhân từ bên trái bằng a cho f = ac, rồi nhân tiếp từ bên phải bằng c để được fc = a. Tiếp tục nhân đẳng thức từ bên trái bằng d ta được c = da, rồi nhân tiếp từ bên phải bằng a để được ca = d. Nhân af = c từ bên phải bằng d sẽ cho ta a = cd. Như vậy ta sẽ điền thêm các phần tử (in trong màu xanh dương) như sau:
|   | e | a | b | c | d | f |
| - | - | - | - | - | - | - |
| e | e | a | b | c | d | f |
| a | a | e | d | f | b | c |
| b | b | f | e |   |   | a |
| c | c | d |   | e | a |   |
| d | d | c | a |   |   | e |
| f | f | b |   | a | e |   |

Vì hàng b thiếu c và d, và vì bc không thể bằng c, nên bc = d, và do đó bd phải bằng c. Nhân từ bên phải bằng f cho ta b = cf, ta có thể biến đổi tiếp thành cb = f bằng cách nhân c từ bên trái. Chứng minh tương tự, ta sẽ có c = fb và dc = b. Điền các phần tử trên (in màu xanh lá cây) trong bảng Cayley, ta được:
|   | e | a | b | c | d | f |
| - | - | - | - | - | - | - |
| e | e | a | b | c | d | f |
| a | a | e | d | f | b | c |
| b | b | f | e | d | c | a |
| c | c | d | f | e | a | b |
| d | d | c | a | b |   | e |
| f | f | b | c | a | e |   |

Theo luật hoán vị, ta có thể điền nốt hai hàng d và f mà không bị mâu thuẫn giả thuyết ban đầu. Việc xét bảng đã hoàn thành cho ta thấy nhóm này không giao hoán, và thậm chí cho biết nhóm này là nhóm nhỏ nhất phi abel, nhóm nhị diện D3:
| * | e | a | b | c | d | f |
| - | - | - | - | - | - | - |
| e | e | a | b | c | d | f |
| a | a | e | d | f | b | c |
| b | b | f | e | d | c | a |
| c | c | d | f | e | a | b |
| d | d | c | a | b | f | e |
| f | f | b | c | a | e | d |